# Presidenza di Agra
La presidenza di Agra (in inglese: presidency of Agra) era una Agenzia dell'India della Compagnia britannica delle Indie orientali con sede ad Agra. Essa costituiva una delle otto amministrazioni separati nelle quali l'India era divisa nella prima metà del XIX secolo.
Aveva un'area di 24.550 km² ed una popolazione di circa 4.500.000.
La presidenza di Agra venne fondata il 14 novembre 1834 grazie al Government of India Act 1833 elevando a presidenza e rinominando le Province cedute e conquistate. Sir C. T. Metcalfe venne nominato nuovo governatore della presidenza. Ad ogni modo, nel 1835 un'altra legge del parlamento (statuti 5 e 6, Guglielmo IV, cap. 52) rinominò la regione Province nord-occidentali, questa volta amministrate da un luogotenente governatore. La presidenza di Agra cessò di esistere dal 1 giugno 1836.